# Gregorius VII
Gregorius VII, ursprungligen Hildebrand av Sovana (italienska: Ildebrando da Soana), född omkring 1020 i Toscana, Italien, död 25 maj 1085 i Salerno, var påve från den 22 april 1073 till sin död 1085. Han helgonförklarades 1606. Festdag 25 maj.
Gregorius VII inledde en reform av kyrkan för att göra den självständig i förhållande till den världsliga makten, den så kallade gregorianska reformen. Detta ledde till en stor uppgörelse med kejsar Henrik IV under investiturstriden. Gregorius utgav 1075 Dictatus Papae.
I ett brev till kung Inge den äldre från påve Gregorius VII år 1080 kallas han Ingo gloriosus Suetonum Rex – "Inge, svearnas ärorike konung", vilket kan ses som ett tidigt erkännande av det svenska kungadömet efter Sveriges kristnande.

## Uppväxt
Som barn sändes Gregorius för att uppfostras till Mariaklostret på Aventinen i Rom och kom där att lära känna bland andra abboten Odilo av Cluny; som hans lärare nämns ärkebiskop Laurentius av Amalfi samt de senare påvarna Gregorius VI och Benedikt IX.

## I kurians tjänst
Gregorius följde påven Gregorius VI till Tyskland efter att denne blivit avsatt och studerade kanonisk rätt i Köln. Påven Leo IX tog honom med sig tillbaka till Rom. Före eller efter resan till Tyskland – vilket är ovisst – hade Gregorius blivit munk. År 1054 sändes han som legat till Frankrike. Något mera avgörande inflytande utövade han dock inte under Leos tid. Stefan IX sände Gregorius 1057 på en beskickning till Tyskland, under vilken han trädde i förbindelse med patarenerna i Milano. År 1059 upphöjde påve Nicolaus II Gregorius till kardinaldiakon med Santa Maria in Domnica som diaconia.

## I maktens centrum
Efter Stefans död (1058) uppsatte Gregorius Nikolaus II på påvestolen mot adelspåven Benedikt X. Under Nikolaus pontifikat utövade Gregorius stort inflytande. Honom tillkommer förmodligen till stor del förtjänsten av att förbindelser anknöts med normanderna i söder (se Kungariket Sicilien) och patarenerna i norr. Efter Nikolaus död 1061 uppsatte Gregorius på påvetronen Anselm av Lucca (den äldre) under namnet Alexander II och behöll under hans tid sitt inflytande.

## Plötsligt påve

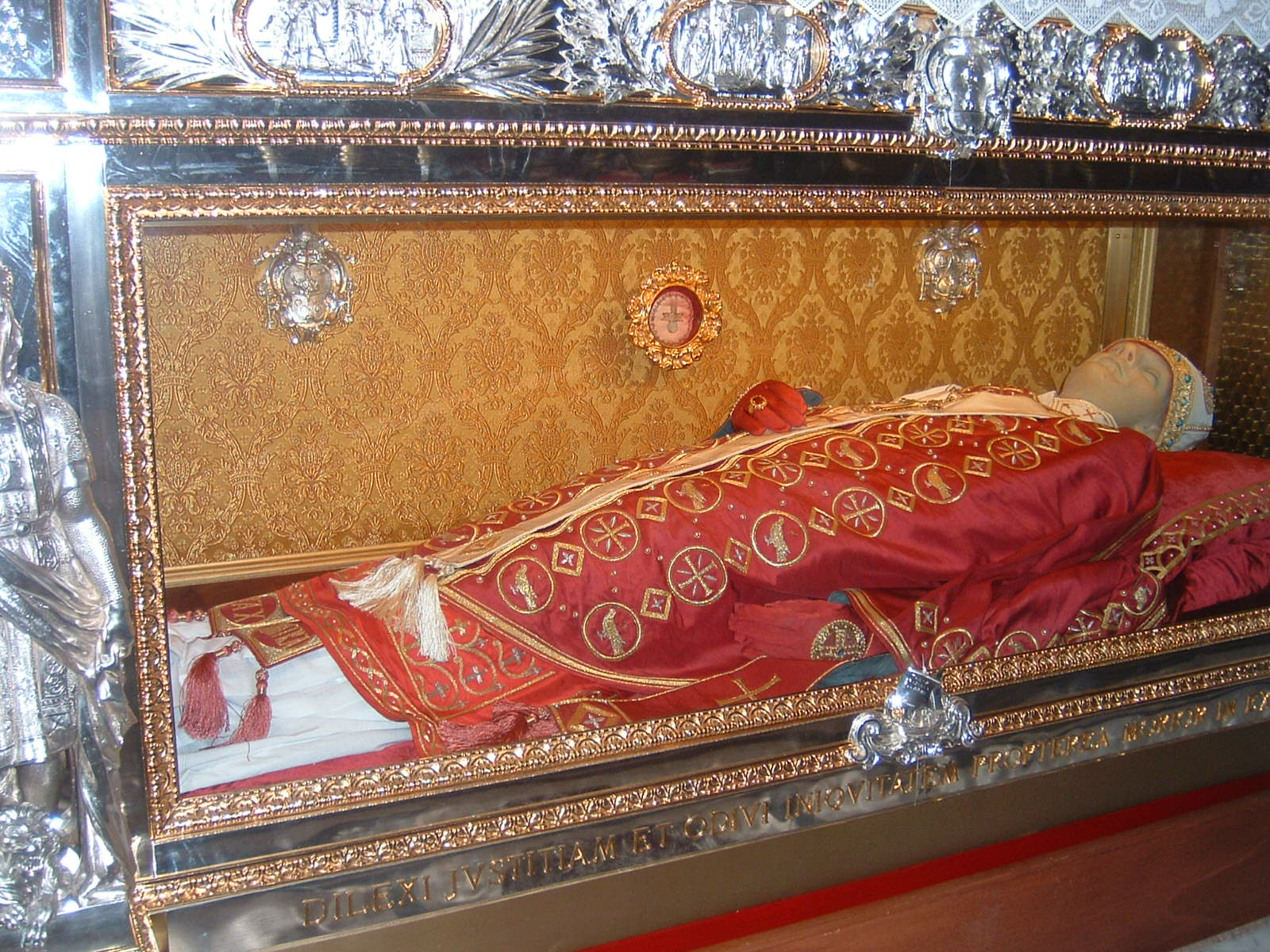
Gregorius grav i katedralen i Salerno. Nederst på kistan finns hans sista ord ingraverade: "Dilexi iustitiam, odivi iniquitatem, propterea morior in esilio!"

Efter Alexanders död blev Gregorius genom en formlös och oordnad valhandling korad till påve. Han grep sig genast an med att förverkliga det reformprogram som utgått från Cluny. 1074 utfärdade han ett förbud mot prästernas äktenskap (jfr celibat). Han ingrep även kraftigt mot simonin, det vill säga att kyrkliga ämbeten förvärvades för pengar, inbegrep under simoni all lekmannainvestitur och utfärdade mot denna 1075 ett förbud som ledde till en konflikt mellan kurian och tyska kungamakten. Denna konflikt kom att fylla hela Gregorius pontifikat. 

## Konflikten med kejsaren
Redan tidigare hade konflikter mellan Gregorius och Henrik IV uppstått. Dessa konflikter hade slutligen (maj 1074) bilagts genom att den världslige härskaren fullständigt underkastat sig påven. På hösten 1075 flammade striden upp på nytt, sedan Henrik ingripit mot patarenerna och sökt på sin sida dra normanderna i södra Italien. Gregorius framställde nu ett ultimatum under hot om bannlysning. Henrik svarade med att på en synod i Worms 1076 avsätta Gregorius. Denne förklarade nu å sin sida kejsaren avsatt och hans undersåtar lösta från deras trohetsed.

## Canossavandringen

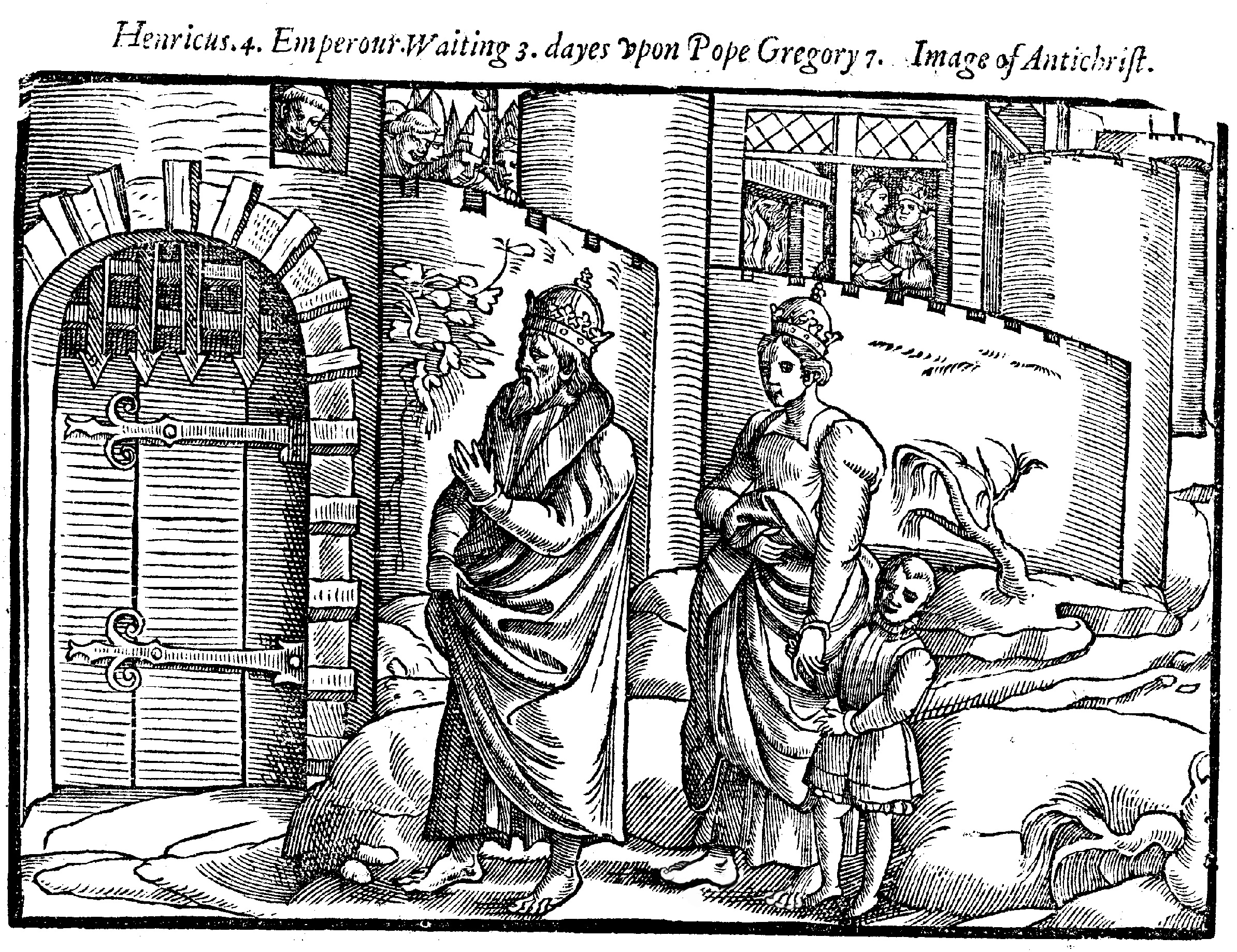
Henrik vid borgen i Canossa.

Av denna anledning förklarade de tyska furstarna nu Henrik förlustig kronan om han inte inom året blivit löst från bannet. Då företog Henrik sin berömda färd till Matilda av Toscana i Canossa (januari 1077) och blev där återupptagen i kyrkans sköte. Den nyare forskningen har – från en synpunkt sett med rätta – betraktat denna episod som ett mästerligt schackdrag av Henrik. I det stora hela är väl – i överensstämmelse med den populära uppfattningen – händelsen att anse som ett moraliskt nederlag för kungadömet. I Tyskland uppsattes trots allt en motkung, och Gregorius eftertraktade då en ställning som skiljedomare mellan de båda pretendenterna. Han fick dock aldrig avgörandet i sina händer.

## Kejsaren i överläge
År 1080 förklarade Gregorius sig omsider för Henriks motkung och utslungade för andra gången bannlysnings- och avsättningsdomen mot Henrik – denna gång utan avsedd moralisk verkan. Efter sin tyske motståndares död (1080) uppsatte Henrik ärkebiskop Wibert av Ravenna till motpåve under namnet  Klemens III och drog därpå till Italien (1081). De mellan Gregorius och Henrik inledda underhandlingarna strandade. Gregorius anhängare, däribland 13 kardinaler, började överge honom. Till slut intog Henrik den 21 mars 1084 Rom, där Klemens III introducerades och krönte honom till kejsare. Henrik tvingades visserligen snart av normanderna att uppge Rom, men befolkningen gjorde Gregorius ansvarig för  normandernas plundringar och tvingade honom att lämna staden. Efter ett års uppehåll i Salerno avled Gregorius där den 25 maj 1085. Hans sista ord berättas ha varit: "Jag har älskat rättfärdigheten och hatat orättfärdigheten, därför dör jag i landsflykt."

## Gregorius utrikespolitik
För den väldiga kampen med det tyska kungadömet har Gregorius politik gentemot andra länder fått träda i skuggan, men denna politik saknar ändå inte vikt och intresse. Han sökte upprätthålla vänskapliga förbindelser med kejsaren i Bysans och planerade ett korståg. Han gjorde anspråk på Sardinien och Korsika som Kyrkans egendom. Han hoppades i Spanien finna det påvliga länsrike han inte lyckats skapa i södra Italien. Han tog kraftigt till orda mot den franske kungen Filip I:s simoni och förtryck. Till England stod han i gott förhållande, fastän Vilhelm Erövraren intog en ganska självständig ställning. Ända till Skandinavien sträckte sig Gregorius intresse: Halsten och Inge den äldre i Sverige fick befallning att påbjuda tiondes erläggande över hela riket samt att skicka sändebud till Rom för att ge upplysningar om landets tillstånd. Även med de slaviska rikena knöt Gregorius förbindelser.

## Härskarfilosofi

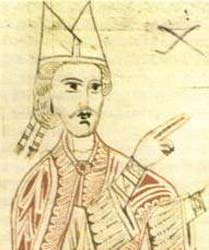
Gregorius VII.

Till grund för Gregorius hela politik ligger tanken att Kyrkan som en gudomlig institution är skild från och överordnad den ur synden uppkomna staten. Dock tänker han sig bådas tillvaro bredvid varandra som en gudomlig anordning och erkänner nödvändigheten av enighet mellan dem. Med kyrkan förstår han hierarkin med påven i spetsen. Kyrkoförfattningen tänker han sig monarkiskt centraliserad och hänvisar ständigt till sin ställning som Petrus företrädare. I sista hand går hans strävanden ut på att skapa ett påvligt världsrike. Hans kamp mot lekmannainvestituren avsåg även att göra honom själv till överlänsherre över de förläningar av olika slag som biskoparna såsom riksfurstar utrustats med. Gregorius storhet ligger inte i att han framställt nya bärande tankar – den åskådning han omfattar har gamla anor – utan i att han med logisk skärpa och följdriktighet utbildat idén om påvedömet som politisk storhet och på ett skärande hänsynslöst sätt sökt förverkliga denna idé. I denna riktning har han också påverkat den uppväxande kyrkorätten. Han har givit de påvliga anspråken deras klassiska formulering och gjort den västerländska kyrkan romersk-katolsk. Gregorius upptogs 1584 bland kyrkans martyrer och kanoniserades 1606 (hans dag är den 25 maj). 
Gregorius brev är tryckta av Jaffé i Bibliotheca rerum germanicarum, II (1866), de under konflikten med tyska kungadömet framkomna kyrkliga stridsskrifterna i Monumenta Germaniæ (1891–1897).